# 魔乳秘剣帖
『魔乳秘剣帖』（まにゅうひけんちょう）は、山田秀樹による日本の青年漫画、およびそれを原作としたアニメ作品。連載開始当初はこんちき名義で連載していた。 
エンターブレインのアダルトゲーム雑誌『TECH GIAN』の巻末部にて連載されていた時代劇漫画。柳生一族を題材としている。2010年10月にドラマCDが発売され、2011年7月から9月までテレビアニメが放送された。
現在は『TECH GIAN』にて本作の登場キャラ魔乳胸華をフィーチャーしたスピンアウト4コマ漫画『Pretty Risky胸華ちゃん』（山田秀樹・著）が連載されている。

## あらすじ
時は、江戸時代。そこには「乳こそこの世の理」という考えがあり、政権を支える絶対的な権力を振るう幕府には豊かな胸を育むための門外不出の秘伝書を持つ一族がいた。一族の名は、魔乳一族。そんな一族と頭首の考えに疑問を持った末娘・魔乳千房は、楓と共に理不尽な考えを正すべく秘伝書を持ち出し、里を出奔する。

## 登場人物
声優名はテレビアニメ版のもの。
魔乳 千房（まにゅう ちふさ）
声 - 寿美菜子
本作の主人公。魔乳当主・胸則の末娘で魔乳流の後継者。だが母親の千組（ちくみ）は魔乳と争い滅ぼされた胸杜家の人間の為、一族からは忌み嫌われている。乳が絶対の世の中に疑問を持ち、門外不出の秘伝書を持ち出して里を出奔する。男勝りだが純情で、色事や世事に疎い。斬った乳を霧散させる乳斬りの他、斬った乳を自身の胸に吸い込む特殊能力を持つ。
楓（かえで）
声 - 豊崎愛生
千房の幼馴染で側仕え。明るく天真爛漫だが、ドジっ娘。千房を慕っており、出奔した彼女を追いかけて里を出る。その際一度捕まり、斬乳の刑を受け貧乳キャラとなる。千房の乳の成長記録を付けることを生業としており、尺を使わず彼女の胸の大きさを正確に図ることができる。
魔乳 影房（まにゅう かげふさ）
声 - 水原薫
千房の異母姉で、胸則の次女。薄手の黒いハイレグを着用している。母親は魔乳の下忍。魔乳流の跡継ぎに選ばれた千房に激しく嫉妬しており、彼女を倒して秘伝書を手に入れることで跡継ぎの座に就こうと、彼女を執拗に狙う。他人の乳を斬ることを厭わない、残忍な性格。女性の胸をしゃぶることがあるなど、バイの気がある。
狭山 桜花（さやま おうか）
声 - 能登麻美子
魔乳一族の分家の娘で、胸幸の”草”として仕える。幼少時より優れた体術と太刀さばきを持つうえ、乳斬りも千房を凌ぎ、魔乳一族の中でも屈指の刺客。千房とは過去に因縁があった模様。
魔乳 胸則（まにゅう むねのり）
声 - 斧アツシ
元は地方領主だったが、魔豊術で一族を幕政に影響を及ぼす地位にまで押し上げた人物。老いた今でも、剣技は魔乳家で最強を誇る。胸杜の秘術を手に入れる為か、千組を側室に迎え千房を産ませる。また実力主義の為、周囲の反対を押し切って千房を魔乳流（流派）の後継者に選ぶ。
魔乳 胸幸（まにゅう むねゆき）
声 - 浜田賢二（若い頃 - 松岡禎丞）
胸則の長男で、魔乳本家（家督）の後継者。影房と母親が同じ兄。幼少時は将来を期待された剣士だったが、腕を痛めてからは知性を生かし、幕府の乳目付を務める。生真面目な人物で乳房に対する偏見も無い。
魔乳 胸華（まにゅう きょうか）
声 - 高垣彩陽
胸則の長女で、前述の3人の異母姉。母親は大名出身で正室だが、跡継ぎを産めなかった事で気を病んでしまい、胸華自身も心に大きな闇を持つ。魔乳一族に伝わる豊胸術に精通しており、大奥での権力争いにも多大な影響力を持つ。
小影（こかげ）
声 - 福圓美里
童女のような無邪気さを持ち、影房に邪険にされても一向に気にせず、常に彼女の傍に付き従う側仕え。気性の荒い影房に長らく仕えている、ある意味できた少女。
三重 鳩宗（みえ はとむね）
声 - 大川透
三重藩藩主。おっぱい探求家で、巨乳の女の美乳を豊乳の神に捧げるべく、彼女らを競わせて豊乳の神に捧げる乳振り祭の立案者。
いわゆる『バカ殿』風の性格で、千房に見惚れた事で半ばストーカーに近い形で追いかける事になる。ただし見かけによらず戦闘力は意外に高い。

## 単行本
1. 2007年3月24日発売 ISBN 978-4-7577-3487-6
2. 2008年2月25日発売 ISBN 978-4-7577-4005-1
3. 2008年10月25日発売 ISBN 978-4-7577-4496-7
4. 2009年10月24日発売 ISBN 978-4-04-726098-6
5. 2010年5月24日発売 ISBN 978-4-04-726565-3
6. 2011年6月25日発売 ISBN 978-4-04-727379-5
7. 2012年1月25日発売 ISBN 978-4-04-727832-5

## ドラマCD
2010年10月16日にキャラアニよりドラマCDが発売。価格は3150円。テレビアニメ版とは担当声優が異なる。
 登場キャラ - 声優 
- 魔乳千房 - 喜多村英梨
- 魔乳胸則 - 柴田秀勝
- 魔乳影房 - 冬馬由美
- 楓 - 広橋涼
- 胸杜千組 - 鶴ひろみ
- 三重鳩宗 - チョー

## テレビアニメ
2011年7月から9月まで、独立UHF局やAT-Xにて放送された。全12話。監督は、『聖痕のクェイサー』などで知られる金子ひらくが担当している。
地上波全局では厳しい表現規制や一部台詞のカット（無音化）が行われているが、それらはAT-Xでは一部を除いて解禁されている。なお、ShowTimeではAT-X以上に解禁されたディレクターズカット版が2011年7月22日より有料配信されている。

### スタッフ
- 原作 - 山田秀樹
- 監督 - 金子ひらく
- シリーズ構成 - 水上清資
- キャラクターデザイン・総作画監督 - 高木潤
- 美術監督 - 池田繁美
- 色彩設計 - 鈴木依里
- 撮影監督 - 林コージロー
- 編集 - 廣瀬清志
- 音楽 - 仲村美悠
- 音楽プロデューサー - 小池克実
- 音楽制作 - ランティス
- 音響監督 - 明田川仁
- プロデューサー - 松井智、高山昌子、有永真仁、伊藤善之、青木絵理子、春名和道、大城博章
- アニメーション制作 - フッズエンタテインメント
- 製作 - 魔乳秘剣帖制作委員会

### 主題歌
オープニングテーマ「運命」
作詞・歌 - AiRI / 作曲 - 宮崎京一 / 編曲 - ms-jacky、宮崎京一
エンディングテーマ「二つの足跡」
作詞・歌 - AiRI / 作曲・編曲 - 宮崎京一

### 各話リスト
| 話数   | サブタイトル         | 脚本              | 絵コンテ              | 演出     | 作画監督                    | 総作画監督                   |
| ------ | -------------------- | ----------------- | --------------------- | -------- | --------------------------- | ---------------------------- |
| 第1話  | 千房 離反す          | 水上清資          | 金子ひらく 藤森カズマ | 友田政晴 | 高木潤                      | -                            |
| 第2話  | 刺客! 乳夢道         | 水上清資          | 藤森カズマ            | 江島泰男 | 鎌田均、谷口守泰            | -                            |
| 第3話  | 怪奇 乳隠し          | 高山文彦          | 藤森カズマ            | 上田繁   | 山村俊了、筆坂明規          | -                            |
| 第4話  | 海女とおっぱい       | 水上清資          | 佐野隆史              | 左藤洋二 | 河井淳、赤尾良太郎          | 羽田浩二                     |
| 第5話  | ろくでなしとおっぱい | 水上清資          | 日高政光              | 木村寛   | 小林利充、飯飼一幸          | -                            |
| 第6話  | 影房ふたたび         | 高山文彦          | 日高政光              | 上田繁   | 山村俊了、筆坂明規          | -                            |
| 第7話  | おっぱい小僧         | 綾奈ゆにこ        | 日高政光              | 中智仁   | 小川浩司、谷川政輝          | 羽田浩二                     |
| 第8話  | 千房 囚わる          | 山田靖智          | 名村英敏              | 所俊克   | 飯飼一幸、山中正博          | -                            |
| 第9話  | つぼみの恋           | 綾奈ゆにこ        | 高橋丈夫              | 山口頼房 | 山村俊了、筆坂明規          | -                            |
| 第10話 | 始まりの乳斬り       | 綾奈ゆにこ        | 藤森カズマ 日高政光   | 中村近世 | Kim Hyun-Ok、鎌田均         | 山村俊了 羽田浩二 赤尾良太郎 |
| 第11話 | 胸杜の里             | 山田靖智          | 高橋丈夫              | 大野和寿 | 飯飼一幸、中野彰子          | -                            |
| 第12話 | 乳流れ               | 水上清資 高山文彦 | 日高政光              | 上田繁   | 筆坂明規、山村俊了 山中正博 | -                            |

### 放送局
| 放送地域 | 放送局     | 放送期間                 | 放送日時           | 放送系列   | 備考  |
| -------- | ---------- | ------------------------ | ------------------ | ---------- | ----- |
| 神奈川県 | tvk        | 2011年7月10日 - 9月25日  | 日曜 25:00 - 25:30 | 独立UHF局  |       |
| 東京都   | TOKYO MX   | 2011年7月11日 - 9月26日  | 月曜 26:30 - 27:00 | 独立UHF局  |       |
| 千葉県   | チバテレ   | 2011年7月13日 - 9月28日  | 水曜 26:00 - 26:30 | 独立UHF局  |       |
| 京都府   | KBS京都    | 2011年7月15日 - 9月30日  | 金曜 25:00 - 25:30 | 独立UHF局  |       |
| 兵庫県   | サンテレビ | 2011年7月15日 - 9月30日  | 金曜 26:15 - 26:45 | 独立UHF局  |       |
| 日本全域 | AT-X       | 2011年7月18日 - 10月3日  | 月曜 8:30 - 9:00   | CS放送     | [ 5 ] |
| 日本全域 | ShowTime   | 2011年7月18日 - 10月3日  | 月曜 12:00更新     | ネット配信 | [ 6 ] |
| 日本全域 | MovieGate  | 2011年7月18日 - 10月3日  | 月曜 12:00更新     | ネット配信 |       |
| 日本全域 | ShowTime   | 2011年7月22日 - 10月14日 | 金曜 15:00更新     | ネット配信 | [ 7 ] |

### 映像特典
『美乳鍛錬☆ちちとぎ』
DVD&Blu-ray各巻に収録のミニアニメ。
| 巻数  | タイトル           | 登場キャラ              | 脚本       | 絵コンテ・演出 | 作画監督 | おっぱいアニメーター                |
| ----- | ------------------ | ----------------------- | ---------- | -------------- | -------- | ----------------------------------- |
| 第1巻 | 美乳鍛錬☆ちちとぎ  | 千房 × 楓               | 綾奈ゆにこ | 山口頼房       | 高木潤   | 野崎将也                            |
| 第2巻 | 美乳鍛錬☆ちちとぎ2 | 楓 × 千房               | 綾奈ゆにこ | 山口頼房       | 高木潤   | 野崎将也 石山寛                     |
| 第3巻 | 美乳鍛錬☆ちちとぎ3 | 影房 × 桜花             | 綾奈ゆにこ | 山口頼房       | 高木潤   | 野崎将也 佐野聡彦 重原克也 森川侑紀 |
| 第4巻 | 美乳鍛錬☆ちちとぎ4 | 千房 × 楓 × 影房 × 桜花 | 綾奈ゆにこ | 山口頼房       | 高木潤   | 野崎将也 常盤健太郎 中森晃太郎      |

『楓の千房さまおっぱい成長記録』
DVD&Blu-ray各巻に収録のピクチャードラマ。
| 巻数  | 脚本     | 絵コンテ   | 作画     |
| ----- | -------- | ---------- | -------- |
| 第1巻 | 山田靖智 | 金子ひらく | 山本晃宏 |
| 第2巻 | 山田靖智 | 金子ひらく | 山本晃宏 |
| 第3巻 | 山田靖智 | 金子ひらく | 山本晃宏 |
| 第4巻 | 山田靖智 | 金子ひらく | 山本晃宏 |

## インターネットラジオ
2011年7月4日から10月24日まで『魔乳秘剣帖 大江戸らじを』がインターネットラジオステーション＜音泉＞で配信された。毎週月曜日配信。
パーソナリティ
- 大川透（三重鳩宗 役）、能登麻美子（狭山桜花 役）

ゲスト
- AiRI - 第5回
- 寿美菜子（魔乳千房 役）、豊崎愛生（楓 役） - 第6回、第7回

## モバイルサービス
MobageとGREEにて、フィーチャーフォン向けのアプリケーションとして原作と同名のソーシャルカードゲームが提供されている。
スマートフォン向けのアプリにはiPhoneアプリ『フォトクロック』がリリースされている他、『嫁コレ』にも提供されている。